# Hillary Makasa
Hillary Makasa (Luanshya, Zambia; 12 de enero de 1972 − Lusaka, Zambia; 5 de octubre de 2020) fue un futbolista de Zambia que jugó en la posición de defensa.

## Carrera

### Club
| Periodo   | Club                |
| --------- | ------------------- |
| 1991-1999 | Roan United         |
| 1999      | Kabwe Warriors      |
| 1999-2001 | Ajax Cape Town      |
| 2001-2002 | Ria Stars FC        |
| 2002-2003 | Pietersburg Pillars |
| 2003-2006 | Nchanga Rangers     |

### Selección nacional
Jugó para Zambia en 51 ocasiones de 1995 a 2003 y anotó cuatro goles; participó en cuatro ediciones de la Copa Africana de Naciones.

## Logros
- Copa de Zambia (1): 1994, 1996
- Copa de la Liga de Sudáfrica (1): 2000